# Mathew Barzal
Mathew Barzal (* 26. Mai 1997 in Coquitlam, British Columbia) ist ein kanadischer Eishockeyspieler, der seit September 2015 bei den New York Islanders in der National Hockey League unter Vertrag steht. Im Jahre 2018 wurde er mit der Calder Memorial Trophy als bester Rookie der NHL geehrt.

## Karriere

### Jugend

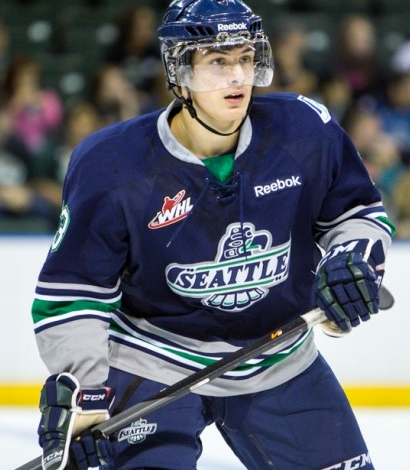
Barzal im Trikot der Thunderbirds

Mathew Barzal spielte in seiner Jugend für den Burnaby Winter Club, die Vancouver North East Chiefs sowie die Coquitlam Express aus der British Columbia Hockey League, bevor er im Bantam Draft 2012 der Western Hockey League (WHL) an erster Gesamtposition von den Seattle Thunderbirds ausgewählt wurde. Als Rookie kam der Angreifer in seiner ersten WHL-Saison auf 54 Scorerpunkte in 59 Spielen und vertrat sein Heimatland anschließend bei der U18-Weltmeisterschaft 2014, wobei er mit dem Team die Bronzemedaille gewann. Im August gleichen Jahres folgte außerdem die Goldmedaille beim Ivan Hlinka Memorial Tournament 2014. In der folgenden Spielzeit 2014/15, seiner Draft-Saison, fiel Barzal aufgrund einer Patellafraktur mit anschließender Operation knapp drei Monate aus und wurde dennoch an 16. Position von den New York Islanders im NHL Entry Draft 2015 ausgewählt. Zudem gewann er eine weitere Bronzemedaille bei der U18-Weltmeisterschaft.
Die Islanders statteten Barzal im September 2015 mit einem Einstiegsvertrag aus, schickten ihn jedoch vorerst zurück in die WHL, um ihm weitere Spielpraxis zu ermöglichen. Dort absolvierte der Angreifer mit 27 Toren und 61 Vorlagen seine bisher beste Saison, an deren Ende er ins First All-Star Team der Western Conference der WHL gewählt wurde.
Im Rahmen der Vorbereitung auf die Saison 2016/17 erspielte sich Barzal einen Platz im Aufgebot der Islanders und debütierte somit im Oktober 2016 in der National Hockey League (NHL). Nach einem weiteren NHL-Einsatz schickten ihn die Islanders jedoch zurück zu den Thunderbirds in die WHL, um dem Kanadier weitere Spielpraxis zu gewähren. Nach einem sechsten Platz bei der U20-Weltmeisterschaft 2016 gewann der Angreifer bei der U20-WM 2017 im eigenen Land die Silbermedaille. Mit den Thunderbirds gewann er am Saisonende die Playoffs um den Ed Chynoweth Cup und wurde darüber hinaus als WHL Playoff MVP ausgezeichnet sowie erneut ins First All-Star Team der Western Conference gewählt.

### NHL
Mit Beginn der Spielzeit 2017/18 etablierte sich Barzal im Kader der Islanders und übernahm etwa zur Mitte der Saison die Führung in der Rookie-Scorerliste, sodass er als NHL-Rookie des Monats Januar ausgezeichnet wurde. Am Ende der Spielzeit führte er alle Rookies der Liga deutlich mit 85 Scorerpunkten an, eine Marke, die unter Liganeulingen zuletzt vor über zehn Jahren von Jewgeni Malkin (2006/07) erreicht wurde. Dementsprechend erhielt er im Rahmen der NHL Awards 2018 die Calder Memorial Trophy als bester Rookie der NHL und wurde zudem ins NHL All-Rookie Team gewählt.
Nach seiner ersten Profisaison gab Barzal zudem sein Debüt für die A-Nationalmannschaft Kanadas im Rahmen der Weltmeisterschaft 2018 und belegte dort mit dem Team den vierten Platz. Im weiteren Verlauf bestätigte er seine Leistungen bei den Islanders und unterzeichnete im Januar 2021 als Restricted Free Agent einen neuen Dreijahresvertrag in New York, der ihm ein durchschnittliches Jahresgehalt von sieben Millionen US-Dollar einbringen soll. Im Oktober 2022 erhielt er dann einen langfristigen Vertrag in New York, der ihn mit Beginn der Saison 2023/24 für acht Jahre an das Team binden soll. Sein durchschnittliches Salär soll dabei 9,15 Millionen US-Dollar pro Jahr betragen.

## Erfolge und Auszeichnungen
- 2016 WHL (West) First All-Star Team
- 2017 WHL (West) First All-Star Team
- 2017 Ed-Chynoweth-Cup-Gewinn mit den Seattle Thunderbirds
- 2017 WHL Playoff MVP
- 2018 NHL-Rookie des Monats Januar
- 2018 Calder Memorial Trophy
- 2018 NHL All-Rookie Team
- 2019 Teilnahme am NHL All-Star Game
- 2020 Teilnahme am NHL All-Star Game
- 2024 Teilnahme am NHL All-Star Game

### International
- 2014 Bronzemedaille bei der U18-Junioren-Weltmeisterschaft
- 2014 Goldmedaille beim Ivan Hlinka Memorial Tournament
- 2015 Bronzemedaille bei der U18-Junioren-Weltmeisterschaft
- 2017 Silbermedaille bei der U20-Junioren-Weltmeisterschaft
- 2022 Silbermedaille bei der Weltmeisterschaft

## Karrierestatistik
Stand: Ende der Saison 2024/25

### International
Vertrat Kanada bei:
| - U18-Junioren-Weltmeisterschaft 2014 - Ivan Hlinka Memorial Tournament 2014 - U18-Junioren-Weltmeisterschaft 2015 - U20-Junioren-Weltmeisterschaft 2016 | - U20-Junioren-Weltmeisterschaft 2017 - Weltmeisterschaft 2018 - Weltmeisterschaft 2022 |

(Legende zur Spielerstatistik: Sp oder GP = absolvierte Spiele; T oder G = erzielte Tore; V oder A = erzielte Assists; Pkt oder Pts = erzielte Scorerpunkte; SM oder PIM = erhaltene Strafminuten; +/− = Plus/Minus-Bilanz; PP = erzielte Überzahltore; SH = erzielte Unterzahltore; GW = erzielte Siegtore; 1 Play-downs/Relegation; Kursiv: Statistik nicht vollständig)